# Jérémie Douillet
Jérémie Douillet, né le 18 septembre 1991 à Mont-Saint-Aignan en Seine-Maritime, est un joueur français de basket-ball. Il évolue au poste de pivot et d'ailier-fort.

## Biographie
Il est le fils du judoka et ancien homme politique David Douillet.

## Clubs successifs
- 2011 - 2013 :  Hermine de Nantes (Pro B)
- 2013 - 2014 :  UB Chartres (NM1)
- 2014 - 2015 :  GET Vosges (NM1)
- 2015 - 2016 :  Rueil AC (NM1)
- 2016 - 2017 :  Angers BC 49 (NM1)
- 2017 - 2018 :  Rueil AC (NM1)
- 2018 - 2020 :  Vendée Challans Basket (NM1)
- 2020 - 2021 :  Aurore Vitré Basket (NM1)
- Depuis 2021 :  Beaujolais Basket (NM2)